# Juan Fueyo
Juan Fueyo Margareto (Oviedo, Asturias, 1957) es un neurólogo español y escritor, afincado en Estados Unidos. Está investigando sobre los tumores cerebrales.

## Biografía
Miembro de una familia de mineros, ferroviarios y empresarios. Pasó los veranos de su infancia y adolescencia en Congostinas (Lena). A los dieciocho años se trasladó con su familia desde Vallobín hasta Barcelona, ya que su padre había sacado una plaza de Renfe en la ciudad condal.
En Barcelona, estudió la carrera de Medicina. Mientras hacía la residencia de Neurología en Barcelona, conoció a Candelaria Gómez Manzano, con quien se casó. Juntos se marcharon a los Estados Unidos, como especialistas e investigadoradores oncológicos. El matrimonio tiene tres hijos.
Juan Fueyo es profesor e investigador en neurología y oncología en el centro Oncológico MD Anderson de la Universidad de Texas, uno de los centros más prestigiosos del mundo en el tratamiento del cáncer. 
En su investigación, ha descubierto un virus que podría servir para tratar los tumores cerebrales. En concreto, el matrimonio desarrolló en 2003 un virus modificado que ahora se emplea para el tratamiento del cáncer cerebral, cuya evolución suele ser mortal en poco tiempo. Este estudio clínico, desarrollado en el M. D. Anderson Center de Houston tiene como objetivo atacar el cáncer con un virus manipulado genéticamente de forma que acabe sólo con las células cancerosas.
También ha participado en la fundación de la compañía biotecnológica DNATrix. 
En 2017 debutó como escritor de ficción, con un libro sobre Severo Ochoa, titulado "Exilios y odiseas: La historia secreta de Severo Ochoa". En el libro, Fueyo desarrolla la teoría de que Severo Ochoa optó a un segundo premio Nobel por los descubrimientos sobre el código genético en 1968. En el libro, parte del hecho de que el Nobel que recibió fue un error, ya que posteriores investigaciones sobre el ácido ribonucleico se demostraron fallidas.
En noviembre de 2019 fue elegido fellow de la Academia Americana de Neurología (American Academy of Neurology - AAN).